# Burning Up (Madonna-sang)
 For alternative betydninger, se Burning Up. (Se også artikler, som begynder med Burning Up)
"Burning Up" er en sang af den amerikanske singer-songwriter Madonna fra hendes selvbetitlede debutalbum Madonna (1983). Den blev udgivet som albummets anden single den 9. marts 1983. 
Madonna præsenterede "Burning Up" som en demoversion for Sire Records, der valgte at indspille sangen, da debutsinglen "Everybody" blev et amerikansk dansehit. Madonna samarbejde i denne process med Reggie Lucas, som producerede singlen, mens John Benitez var ansvarlig for sangens guitarriffs og støttevokaler. Musikalsk blander "Burning Up" brugen af elbas, synthesizer og trommer, og lyrisk handler den om manglen på skam over at erklære sin kærlighed til den, man elsker. 
"Burning Up", der i nogle lande blev udgivet med "Physical Attraction" på singlens B-side, blev modtaget med blandede anmeldelser. Anmelderne bed mærke i sangens mørke komposition, men roste ellers dens danserytmer. Kommercielt klarede sangen sig dårligt, men opnåede dog at blive et top tre-hit på USA's officielle dansehitliste. Madonna promoverede singlen med et antal optrædener på de amerikanske diskoteker. Den er desuden blevet fremført på hendes The Virgin Tour (1985) og The Re-Invention World Tour (2004).